# لوريتو بتروتشي
لوريتو بتروتشي (بالإيطالية: Loretto Petrucci)‏ (و. 1929 – 2016 م) هو راكب دراجة هوائية إيطالي، ولد في بستويا، توفي في بستويا، عن عمر يناهز 87 عاماً.

## سباقات أو مراحل فاز بها
| التاريخ        | السباق                           | المركز                  |
| -------------- | -------------------------------- | ----------------------- |
| 01 يناير 1950  | غران بيمونتي 1950                |                         |
| 08 أكتوبر 1950 | كوبا بيرنوشي 1950                |                         |
| 19 مارس 1951   | ميلان-سان ريمو 1951              | الثالث في التصنيف العام |
| 24 مارس 1951   | جيرو دي توسكانا 1951             |                         |
| 01 أبريل 1951  | طواف فلاندرز 1951                | الرابع في التصنيف العام |
| 16 سبتمبر 1951 | 1951 جراند بريكس دي نيشنز        | الثامن في التصنيف العام |
| 01 نوفمبر 1951 | 1951 Trofeo Baracchi             |                         |
| 01 يناير 1952  | 1952 Challenge Desgrange-Colombo | السابع في تصنيف النقاط  |
| 19 مارس 1952   | ميلان-سان ريمو 1952              | الأول في التصنيف العام  |
| 06 أبريل 1952  | طواف فلاندرز 1952                | الثاني في التصنيف العام |
| 13 أبريل 1952  | سباق باريس روبيه 1952            | التاسع في التصنيف العام |
| 01 نوفمبر 1952 | 1952 Trofeo Baracchi             |                         |
| 01 يناير 1953  | 1953 غران بيمونتي                |                         |
| 01 يناير 1953  | 1953 Challenge Desgrange-Colombo | الأول في تصنيف النقاط   |
| 15 مارس 1953   | ميلانو-تورينو 1953               |                         |
| 19 مارس 1953   | ميلان-سان ريمو 1953              | الأول في التصنيف العام  |
| 29 مارس 1953   | 1953 Giro di Campania            |                         |
| 26 أبريل 1953  | باريس-بروكسل 1953                |                         |
| 01 يناير 1955  | 1955 Giro del Lazio              |                         |

## روابط خارجية
- لوريتو بتروتشي على موقع أرشيف الدراجات (الإنجليزية)
- لوريتو بتروتشي على موقع إحصائيات الدراجات الإحترافية (الإنجليزية)
- لوريتو بتروتشي على موقع CycleBase (الإنجليزية)